# Stanisław Albinowski
Stanisław Józef Albinowski (ur. 20 lipca 1923 we Lwowie, zm. 25 stycznia 2005) – polski ekonomista, publicysta i dziennikarz ekonomiczny. Przez wielu polskich dziennikarzy uważany za nestora polskiego dziennikarstwa ekonomicznego.

## Życiorys
W czasie II wojny światowej pracował w niemieckich przedsiębiorstwach w okupowanej Polsce (1940–1944) i w obozie pracy przymusowej w Kłajpedzie na Litwie. Był także członkiem Armii Krajowej, gdzie służył w stopniu kaprala.
W 1960 ukończył studia na Wydziale Nauk Politycznych Uniwersytetu Warszawskiego. W latach 1952–1980 pracował jako publicysta ekonomiczny w wielu polskich gazetach i czasopismach, a w latach 1968–1972 był korespondentem w Bonn, ówczesnej stolicy Niemiec (RFN). Od 1961 należał do PZPR.
W latach osiemdziesiątych członek Rządowej Komisji ds. reformy Gospodarczej (od 1980), oraz członek grupy ekspertów do prac nad rządowym Raportem o stanie gospodarki i Programem przezwyciężania kryzysu (1981).
W ostatnich latach współpracował m.in. z „Prawem i Gospodarką”, „Gazetą Wyborczą” i „Pulsem Biznesu” oraz opublikował książkę Bogactwo i nędza narodów (1996).

## Współpraca ze Służbą Bezpieczeństwa PRL
Według materiałów zgromadzonych w archiwum Instytutu Pamięci Narodowej był w latach 1968–1975 zarejestrowany jako tajny współpracownik Służby Bezpieczeństwa PRL o pseudonimie „Bogusławski”.

## Publikacje: prasa i czasopisma
Przez kilkadziesiąt lat opublikował liczne artykuły w prasie i periodykach fachowych, takich jak:
- „Po Prostu”
- „Życie Gospodarcze”
- Kultura
- „Polityka”
- „Trybuna Ludu”
- „Zarządzanie”
- „Gazeta Wyborcza”
- „Puls Biznesu”
- „Prawo i Gospodarka”

## Publikacje książkowe
Był także autorem kilkunastu książek:
- EWG a rynek światowy, 1965 (tłumaczenia na angielski, francuski, niemiecki)
- Handel światowy, Warszawa 1965 (tom 33 serii wydawniczej Omega)
- Handel między krajami o różnych ustrojach. Po II wojnie światowej i prognozy do 1980 r., 1968
- Muellerowie na co dzień, 1979
- Alarm dla gospodarki trwa, 1982
- Nawigatorzy gospodarki i inne polemiki, 1987
- Pułapka energetyczna gospodarki polskiej, 1988
- Bogactwo i nędza narodów, Dom Wydawniczy Elipsa, Warszawa 1996

## Wybrane odznaczenia
- 1967, 1974 – Nagroda Klubu Publicystów Międzynarodowych SDP
- 1974 – Nagroda Prezesa RSW Prasa-Książka-Ruch[3]
- 1974 – I Nagroda Klubu Publicystów Ekonomicznych SDP
- Krzyż Oficerski Orderu Odrodzenia Polski
- Złoty Krzyż Zasługi
- Medal 30-lecia Polski Ludowej[1]
- Medal 40-lecia Polski Ludowej[4]